# یواس‌اس مارگارت (اس‌پی-۵۳۱)
یواس‌اس مارگارت (اس‌پی-۵۳۱) (به انگلیسی: USS Margaret (SP-531)) یک کشتی بود که طول آن not known بود. این کشتی در سال ۱۹۰۳ ساخته شد.